# Stefanie Berset
Stefanie Berset (Berna, 1996) es una deportista suiza que compite en curling.
Ganó dos medallas de plata en el Campeonato Mundial de Curling, en los años 2024 y 2025, y dos medallas de oro en el Campeonato Europeo de Curling, en los años 2023 y 2024.

## Palmarés internacional
| Campeonato Mundial | Campeonato Mundial        | Campeonato Mundial | Campeonato Mundial |
| Año                | Lugar                     | Medalla            | Prueba             |
| ------------------ | ------------------------- | ------------------ | ------------------ |
| 2024               | Sydney (Canadá)           | Medalla de plata   | Equipo             |
| 2025               | Uijeongbu (Corea del Sur) | Medalla de plata   | Equipo             |
| Campeonato Europeo |                           |                    |                    |
| Año                | Lugar                     | Medalla            | Prueba             |
| 2023               | Aberdeen (Reino Unido)    | Medalla de oro     | Equipo             |
| 2024               | Lohja (Finlandia)         | Medalla de oro     | Equipo             |